# 乌竹
乌竹（学名：Phyllostachys varioauriculata）为禾本科刚竹属下的一个种。

## 扩展阅读
- 維基物種上的相關：乌竹